# Bâlta (okręg Gorj)
Bâlta – wieś w Rumunii, w okręgu Gorj, w gminie Runcu. W 2011 roku liczyła 1230 mieszkańców.